# Ferrybridge
Ferrybridge – wieś w Anglii, w hrabstwie ceremonialnym West Yorkshire, w dystrykcie metropolitalnym Wakefield. Leży 21 km na południowy wschód od miasta Leeds i 257 km na północ od Londynu. Miejscowość liczy 1491 mieszkańców.